# همایش‌های انفورماتیک پزشکی
همایش‌های انفورماتیک پزشکی به‌طور عمده شامل همایش، کنگره، کنفرانس، سمپوزیوم و گردهمایی‌هایی می‌باشد  که توسط انجمن های انفورماتیک پزشکی و سلامت، سازمان‌ها و ارگان‌های دخیل در امر سلامت به صورت سالیانه، دو سال یکبار و سه سال یکبار برگزار می‌شود. این رویدادها محلی برای تبادل جدیدترین دستاوردهای حوزه انفورماتیک پزشکی از جنبه‌های علمی، کاربردی و فنی میان افراد و گروه‌های مختلفی از قبیل متخصصان انفورماتیک پزشکی، پزشکان، استادان، دانشجویان، سازمان‌های ملی و جهانی، شرکت‌ها و...  می‌باشد .

## همایش های بین‌المللی انفورماتیک پزشکی

### همایش بین‌المللی انفورماتیک پزشکی
همایش بین‌المللی انفورماتیک پزشکی (International Medical Informatics Conference) که به اختصار با نام MedInfo شناخته می‌شود، مهم‌ترین کنفرانس در زمینه انفورماتیک پزشکی و سلامت در دنیا می‌باشد . این کنفرانس از سال ۱۹۷۴ تا سال ۲۰۱۵ میلادی هر سه سال یکبار توسط انجمن بین‌المللی انفورماتیک پزشکی برگزار گردید که از سال ۲۰۱۵ روند برگزاری آن به صورت دو سال یک بار تغییر داده شد. ۱۶ امین دوره کنفرانس در تاریخ ۲۱ الی ۲۵ آگوست ۲۰۱۷ در کشور چین برگزار که برگزاری آن مصادف با ۵۰ امین سال تأسیس انجمن بین‌المللی انفورماتیک پزشکی گردید. هچنین ۱۷ امین کنفرانس  در سال ۲۰۱۹ در شهر لیون فرانسه و ۱۸ امین  دوره  آن در سال ۲۰۲۱ در شهر سیدنی استرالیا  برگزار خواهد گردید.

### کنفرانس انفورماتیک پزشکی اروپا
کنفرانس انفورماتیک پزشکی اروپا (Medical Informatics Europe Conferences) که به اختصار با نام MIE شناخته می‌شود، رویدادی است که از سال ۱۹۷۸ توسط انجمن انفورماتیک پزشکی اروپا برگزار می‌گردد. تا کنون   ۲۴  کنفرانس انفورماتیک پزشکی اروپا توسط اعضای ملی  EFMI با بیش از  ۱۰۰۰ شرکت‌کننده سازماندهی شده‌است. 33 امین کنفرانس نیز از تاریخ 22 الی 25 می 2023 در گوتنبرگ سوئد برگزار گردید. همچنین کارگروه‌ها و آموزش‌هایی که توسط گروه‌های کاری  انجمن انفورماتیک پزشکی اروپا  تهیه یا پشتیبانی شده بخش مهمی از این کنفرانس‌ها را شکل می‌دهد.

### کنفرانس انجمن انفورماتیک پزشکی آسیا و اقیانوسیه
انجمن انجمن انفورماتیک پزشکی آسیا و اقیانوسیه با نام (Asia-Pacific Association for Medical Informatics - APAMI) بعد از تأسیس در سال ۱۹۹۳ به عنوان یکی از عضوهای مهم منطقه ای انجمن بین‌المللی انفورماتیک پزشکی شناخته شده‌است. اولین کنفرانس  در سال ۱۹۹۴ در سنگاپور برگزار گردید. در طول این کنفرانس تمام افراد از کشورهای عضو این انجمن و خارج از این انجمن برنامه‌های علمی و دستاوردهای خودرا شامل ۱۰۰ مقاله و پوستر ارائه نمودند. این کنفرانس تا سال ۲۰۱۲ هر سه سال یک بار برگزار می‌گردید که مقرر گردید از سال ۲۰۱۲ به صورت دو سال یک بار برگزار گردد. در حال حاضر دهمین کنفرانس  بایگانی‌شده  در ۶ ژوئیه ۲۰۱۸ توسط Wayback Machine  این انجمن در تاریخ ۹ الی ۱۲ اکتبر ۲۰۱۸ در کشور سریلانکا برگزار گردید.

### کنفرانس انفورماتیک سلامت در آفریقا
HELINA به عبارتی اولین کنفرانس کاری در انفورماتیک سلامت درآفریقا (Health Informatics In Africa) شناخته می‌شود. در ابتدای تأسیس این انجمن در سال ۱۹۹۳، کنفرانسی با این نام برگزار گردید. این کنفرانس به صورت دو سال یک بار در برگزار می‌گردد. آخرین کنفرانس آن در تاریخ ۱ الی ۵ اکتبر ۲۰۱۸ در کشور کنیا برگزار گردید.

### سمپوزیوم سالیانه انجمن انفورماتیک پزشکی آمریکا
سمپوزیوم سالیانه AMIA افراد مختلفی را از زمینه‌های متنوع شامل کارشناسان برجسته در این زمینه، دانشجویان  و  متخصصان فناوری اطلاعات  که می‌توانند تغییرات در حوزه فناوری اطلاعات سلامت را ایجاد کنند را گرد هم می آورد و این نشان دهنده مقیاس تخصص انفورماتیک با نشان دادن منافع پایه، کاربردی و بالینی می‌باشد . این سمپوزیوم فرصتی برای یادگیری و رشد حرفه ای، ایجاد ارتباط با رهبران برجسته در این زمینه را فراهم می‌کند. در اینجا شما می‌توانید نظرات خود را با همکاران در میان بگذارید و همکاری‌های جدیدی را شروع کنید. این سمپوزیوم از سال ۲۰۰۳ در حال برگزاری می‌باشد  و آخرین سمپوزیوم سالیانه در تاریخ ۳ تا ۷ نوامبر  سال ۲۰۱۸ در شهر سان دیگو آمریکا با محوریت داده، فناوری و نوآوری برای بهتر شدن سلامت برگزار می‌گردد.

### کنفرانس جامعه مدیریت سیستم های اطلاعات مراقبت سلامت
همایش جامعه مدیریت سیستم‌های اطلاعات مراقبت سلامت (Healthcare Information and Management System) که به اختصار با نام HIMSS شناخته می‌شود، سالیانه کنفرانس و نمایشگاهی را برگزار می‌کند که بالای  ۴۰٬۰۰۰ متخصص فناوری اطلاعات سلامت، پزشکان، مدیران و فروشندگان را از سراسر جهان جمع‌آوری می‌کند. آموزش‌ها، سخنرانی‌ها، محصول‌های پیشرفته فناوری و شبکه‌های قدرتمند، از ویژگی‌های این کنفرانس پیشرو در صنعت می‌باشد . در تاریخ 17 الی 21 آوریل کنفرانس سال 2023 این کنفرانس در شهر شیکاگو آمریکا برگزار می گردد.

## همایش های ملی انفورماتیک پزشکی
در بیست و یکم آذر 1389 پس از تاسیس و راه اندازی رشته انفورماتیک پزشکی در مقاطع دکترا و کارشناسی ارشد، دکتر حمید مقدسی دبیر بورد علمی رشته های مدیریت اطلاعات و انفورماتیک پزشکی بنا به توصیه دکتر بهرام عین الهی معاون آموزشی وقت وزارت بهداشت، درمان و آموزش پزشکی به منظور معرفی رشته در سراسر کشور و مشخص کردن مسیر توسعه رشته مذکور ، اقدام به برگزاری نخستین همایش ملی انفورماتیک پزشکی در محل دانشکده پیراپزشکی دانشگاه علوم پزشکی شهید بهشتی نمود. در همایش مذکور معاون آموزشی وزارت بهداشت و مدیر مرکز فناوری اطلاعات آن وزارتخانه و برخی مدیران گروه های آموزشی دارای رشته مذکور حضور یافتند و سخنرانی نمودند. 

### نخستین همایش ملی انفورماتیک پزشکی ایران
در بیست و یکم آذر 1389 پس از تاسیس و راه اندازی رشته انفورماتیک پزشکی در مقاطع دکترا و کارشناسی ارشد،  حمید مقدسی دبیر بورد علمی رشته های مدیریت اطلاعات و انفورماتیک پزشکی بنا به توصیه بهرام عین الهی معاون آموزشی وقت وزارت بهداشت، درمان و آموزش پزشکی به منظور معرفی رشته در سراسر کشور و مشخص کردن مسیر توسعه رشته مذکور ، اقدام به برگزاری نخستین همایش ملی انفورماتیک پزشکی در محل دانشکده پیراپزشکی دانشگاه علوم پزشکی شهید بهشتی نمود. در همایش مذکور معاون آموزشی وزارت بهداشت و مدیر مرکز فناوری اطلاعات آن وزارتخانه و برخی مدیران گروه های آموزشی دارای رشته مذکور حضور یافتند و سخنرانی نمودند. http://behdasht.gov.ir/index.jsp?fkeyid=&siteid=101&pageid=274&newsview=16206

### دومین همایش ملی انفورماتیک پزشکی ایران
در بیست و یکم آذر ماه 1390 دومین همایش ملی انفورماتیک پزشکی توسط  حمید مقدسی دبیر بورد علمی رشته های انفورماتیک پزشکی و مدیریت اطلاعات بهداشتی در دانشکده پیراپزشکی دانشگاه علوم پزشکی شهید بهشتی برگزار گردید.
http://behdasht.gov.ir/index.jsp?fkeyid=&siteid=101&pageid=274&newsview=42777

### اولین کنگره کشوری انفورماتیک پزشکی ایران
به توجه به اینکه رشته انفورماتیک پزشکی رشته ای نوپا در ایران محسوب می‌شود، به همت دانشگاه علوم پزشکی مشهد در سال ۱۳۹۵ اولین کنگره کشوری انفورماتیک پزشکی ایران در ۲۸ و ۲۹ بهمن ماه ۱۳۹۵ در شهر مقدس مشهد برگزار گردید.
محورهای اولین کنگره کشوری انفورماتیک پزشکی ایران به شرح زیر می‌باشد 
- پرونده الکترونیک سلامت  و سیستم‌های کامپیوتری ثبت دستورهای پزشکی
- هوش مصنوعی  و سیستم‌های تصمیم یار بالینی
- تحلیل مه داده‌ها (کلان داده ها) و روش‌های داده کاوی در حوزه سلامت
- انفورماتیک سلامت مشتری /مصرف‌کننده محور
- سلامت همراه و پزشکی از راه دور
- پردازش تصویر و سیگنال‌های پزشکی
- امنیت و حفاظت داده
- استانداردها و تعامل پذیری سیستم ها
- یادگیری الکترونیک

### دومین کنگره کشوری انفورماتیک پزشکی ایران
طبق بیانیه صادره در انتهای اولین کنگره انفورماتیک پزشکی در مشهد مقرر گردید این کنگره به صورت سالیانه برگزار گردد. در همین رابطه دانشگاه علوم پزشکی کرمان به عنوان دومین میزبان این رویداد در مرداد ماه ۱۳۹۷( به علت تغییر بازه زمانی  برگزاری از زمستان ۱۳۹۶ به تابستان ۱۳۹۷) معرفی گردید که متأسفانه با توجه به مشکلاتی، میزبانی این کنگره توسط دانشگاه علوم پزشکی کرمان در سال ۱۳۹۷ لغو گردید.
با توجه به علاقه‌مندی دانشگاه تربیت مدرس با همکاری انجمن انفورماتیک پزشکی این دانشگاه،اقدام به برگزاری دومین همایش انفورماتیک پزشکی و هفتمین همایش سلامت الکترونیک و کاربردهای ICT در پزشکی ایران، در تاریخ ۲۷ و ۲۸ تیر ماه سال ۱۳۹۷  نمود.
محورهای تخصصی دومین کنگره انفورماتیک پزشکی شامل موارد زیر می‌باشد :
- سیستم‌های اطلاعات پزشکی و سلامت
- مدیریت و تحلیل کلان داده‌های پزشکی
- اینترنت اشیاء در سلامت
- شبکه‌های اجتماعی در سلامت
- دوراپزشکی و سلامت همراه
- واقعیت مجازی و واقعیت افزوده در پزشکی
- هوش مصنوعی و سیستم‌های تصمیم یار بالینی
- پردازش تصویر و سیگنال‌های پزشکی
- امنیت و حفاظت داده
- استانداردها و تعامل پذیری سیستم ها
- پرینت سه بعدی در پزشکی
- شخصی سازی پزشکی